# 杰德·墨尔本
杰德·墨尔本（英語：Jade Melbourne，2002年8月18日—），澳大利亚女子篮球运动员，场上位置是后卫，2021年亞洲盃女子籃球賽铜牌得主、2024年夏季奥林匹克运动会女子铜牌得主。